# Gare de Mount Vernon (Amtrak)
La  gare de Mount Vernon (ou Skagit Transportation Center) est une gare ferroviaire des États-Unis située dans la ville de Mount Vernon dans l'État de Washington; elle est desservie par Amtrak. C'est une gare sans personnel.

## Histoire
Elle est mise en service en 2004.

## Service des voyageurs

### Desserte
- Ligne d'Amtrak[1] :
  - Le Cascades: Eugene - Vancouver